# 비툴라노
비툴라노(이탈리아어: Vitulano)는 이탈리아 캄파니아주 베네벤토도의 코무네다. 나폴리로부터 북동쪽 50km , 베네벤토로부터 북서쪽 12km 거리에 떨어져있다.